# Luis Alberto Villarreal García
Luis Alberto Villarreal García (San Miguel de Allende, Guanajuato, 11 de noviembre de 1974) es un político mexicano, miembro del Partido Acción Nacional. Fue Senador por Guanajuato y coordinador del Grupo Parlamentario del Partido Acción Nacional en la Cámara de Diputados LXII Legislatura hasta el 13 de agosto de 2014.

## Biografía
Nació en San Miguel de Allende, Guanajuato, hijo de Alberto Villarreal Sautto y de Guadalupe García Chávez.

## Trayectoria
Luis Alberto Villarreal es Licenciado en Derecho por la Universidad Lasallista Benavente de Celaya, Guanajuato. De 1994 a 1995 trabajó para un notario público, miembro del PAN desde 1996, desempeñó varios cargos y fue coordinador regional en varias precampañas políticas, entre ellas de la precampaña de Alfredo Ling Altamirano a gobernador de Guanajuato.
En 2000 fue elegido diputado federal a la LVIII Legislatura por el II Distrito Electoral Federal de Guanajuato hasta 2003 y ese mismo año ganó la elección de presidente municipal de San Miguel de Allende.
Durante ese periodo, San Miguel de Allende fue la ciudad más limpia de México en el 2005 y la única entidad mexicana que acudió a San Francisco, CA., a la reunión organizada por la ONU respecto a planeación urbana y sustentabilidad de los gobiernos locales, en el marco del 70 aniversario de la fundación de esa organización. Al mismo tiempo, se construyeron los actuales accesos a la ciudad, la ampliación del libramiento, así como la planeación de las nuevas infraestructuras viales, pasos a desnivel y los libramientos norte y sur.
Se construyó la planta de aguas residuales de la ciudad, la cual limpia en Nom H3 el 95% de las aguas negras. Otro avance en su administración fue la descentralizaron todas las oficinas de gobierno del Centro Histórico con la construcción del edificio administrativo municipal, las oficinas de gobierno del Estado de Guanajuato y los servicios de salud con la construcción del Hospital General actual.
Deja el cargo al ser postulado al Senado y resulta elegido para el periodo de 2006 a 2012 en la LX Legislatura del Congreso de la Unión de México.
Actualmente es integrante plurinominal de la Cámara de Diputados de México en la LXII Legislatura del Congreso de la Unión de México y fungió como Coordinador del Grupo Parlamentario del PAN hasta el 13 de agosto de 2014.

## Controversias
En el 2014 se investigó la solicitud de sobornos para cambiar asignaciones presupuestales a municipios de los estados de Nuevo León, Guanajuato y Aguascalientes, el cual nunca procedió.
El 11 de agosto de 2014 aparece en un vídeo publicado por Reporte Índigo, junto a otros políticos en una mansión de Villa Balboa en Puerto Vallarta, Jalisco.  La comunicadora Carmen Aristegui consideró que si las fiestas se sufragan con los impuestos, es inaceptable.
Ese mismo día, Villarreal envió una carta a Reporte Índigo, que hizo pública a través de redes sociales. En ella justificó que no había recursos públicos involucrados, ofreció una disculpa y aseguró que exigiría a las autoridades investigar el origen de las grabaciones para ejercer acción penal.
Horas después mediante otra carta publicada en sus perfiles sociales anunció que ponía a disposición del Presidente Gustavo Madero su renuncia para no dañar la imagen del partido.
El 13 de agosto de 2014 mediante un comunicado la presidencia del partido Acción Nacional anunció la renovación de la coordinación de la bancada.